# Francisco de Paula Márquez y Roco
Francisco de Paula Márquez y Roco (San Fernando (Cadis), 29 de setembre de 1816 - Madrid, 6 d'abril de 1886) fou un militar i astrònom espanyol, brigadier de l'Armada i acadèmic de la Reial Acadèmia de Ciències Exactes, Físiques i Naturals.

## Biografia
En 1829 ingressà a l'Acadèmia Nàutica del Departament de Cadis de l'Armada Espanyola, però en 1833 es passà a l'Observatori de San Fernando, on el 1838 va ascendir a alferes de fragata, en 1839 a tinent de navili, el 1852 a capità de fragata i en 1855 a capità de navili. El 1864, finalment, seria ascendit a brigadier.
De 1856 a 1869 fou director de l'Observatori de San Fernando, i aconseguí que el dotessin amb els instruments més moderns d'aleshores. També va ordenar reformar l'edifici, elaborà nombrosos plànols i dibuixos i redactà un nou reglament. El 1869 deixà el càrrec per motius de salut.
Aleshores es traslladà a Madrid, on el 1874 fou nomenat Conseller d'Instrucció Pública i el 1876 director del Conservatori d'Arts i Oficis (1876). El 1870 fou escollit acadèmic de la Reial Acadèmia de Ciències Exactes, Físiques i Naturals, i en va prendre possessió en 1875 amb el discurs Historia de las ciencias náuticas en nuestra Península. Va morir a Madrid en 1886 i fou enterrat al Panteó de Marins Il·lustres.